# Riccia arvensis
Riccia arvensis là một loài rêu trong họ Ricciaceae. Loài này được Austin mô tả khoa học đầu tiên năm 1869.
Danh pháp khoa học của loài này chưa được làm sáng tỏ. 